# Kornél Nagy
Pour les personnes ayant le même patronyme, voir Nagy.
Dans le nom hongrois Nagy Kornél, le nom de famille précède le prénom, mais cet article utilise l’ordre habituel en français Kornél Nagy, où le prénom précède le nom.
Kornél Nagy, né le 21 novembre 1986 à Püspökladány, est un joueur de handball international hongrois. Il évolue au poste d'arrière gauche.

## Carrière
En club, Kornél Nagy joue successivement au Békési FKC de 2002 à 2005, au Dunaferr SE de 2005 à 2010, au Veszprém KSE jusqu'en 2011 avant de rejoindre le Dunkerque HGL. Il est sous contrat avec le club français jusqu'en 2015. En Hongrie, Nagy remporte en 2011 le championnat et la coupe nationale. Avec Dunkerque, il est finaliste de la Coupe de l'EHF (C3) en 2012 et vainqueur du Trophée des champions en 2012 et de la Coupe de la Ligue en 2012-2013.
Au sein de son équipe nationale, Nagy est médaillé de bronze au mondial junior en 2005. Il a participé à trois Championnats d'Europe, en 2008, 2010 et 2012, ainsi qu'à trois Championnats du monde, en 2007, 2011 et 2013.

## Palmarès

### En club
Compétitions internationales
- Finaliste de la Coupe de l'EHF (C3) 2012.

Compétitions nationales
- Vainqueur du Championnat de Hongrie (1) : 2011.
- Vainqueur de la Coupe de Hongrie (1) : 2011.
- Vainqueur de la Coupe de la Ligue (1) : 2013.
- Vainqueur du Trophée des champions (1) : 2012.
- Vainqueur du Championnat de France (1) : 2014.

### Distinctions
- Meilleur joueur du championnat de France au mois de décembre 2011.

## Galerie

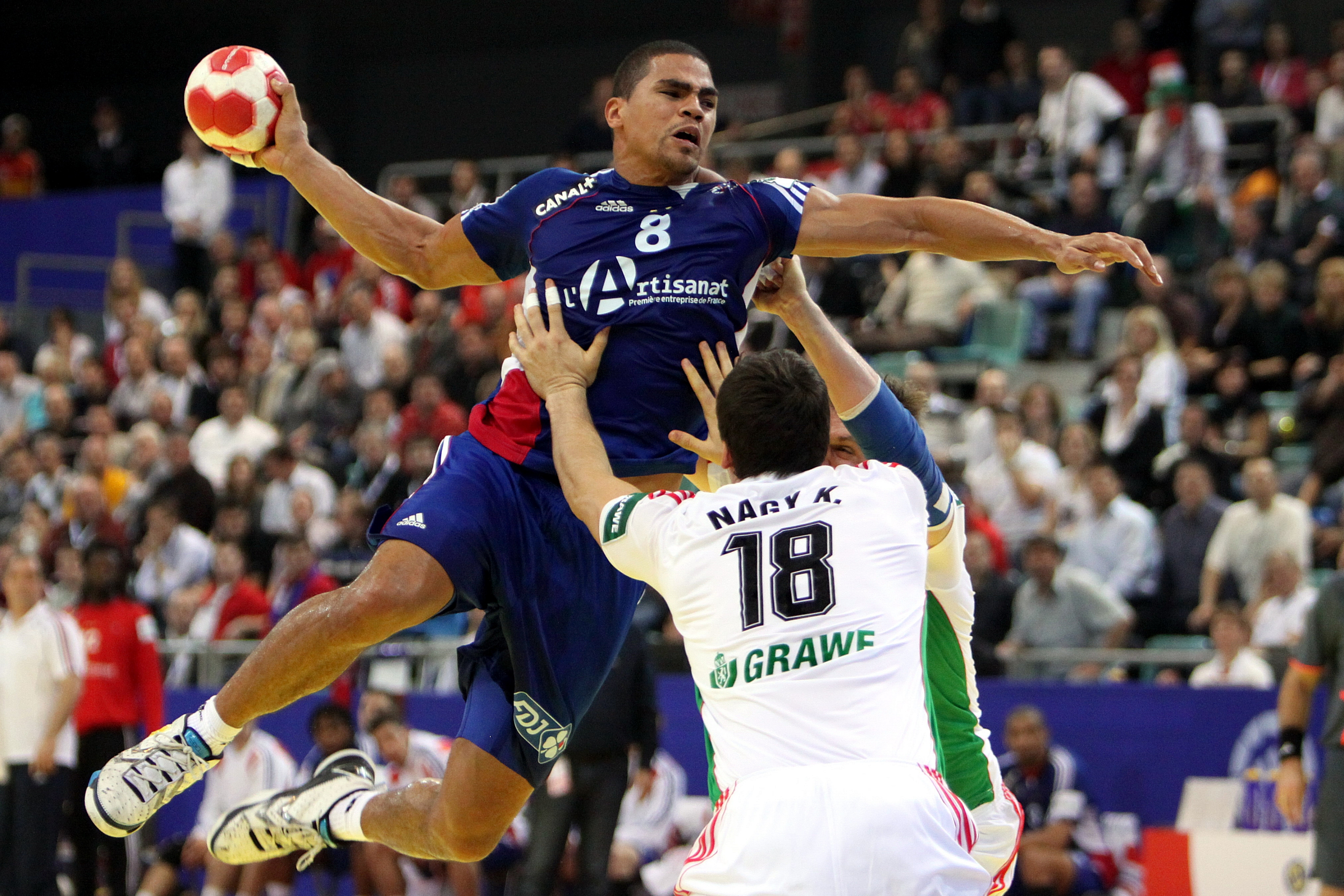
Nagy avec la Hongrie tente de défendre face à Narcisse à l'Euro 2010.
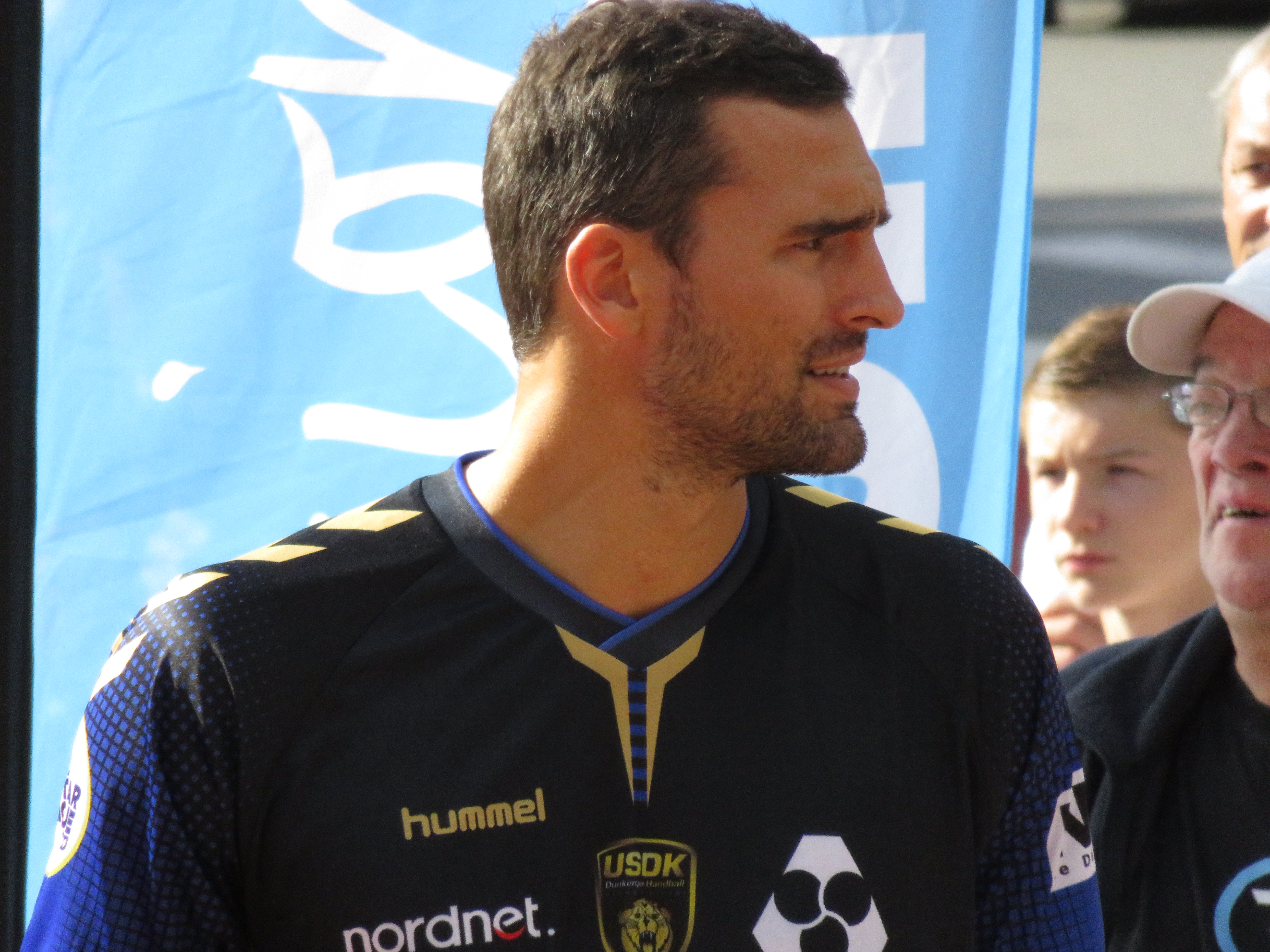
Nagy en 2016
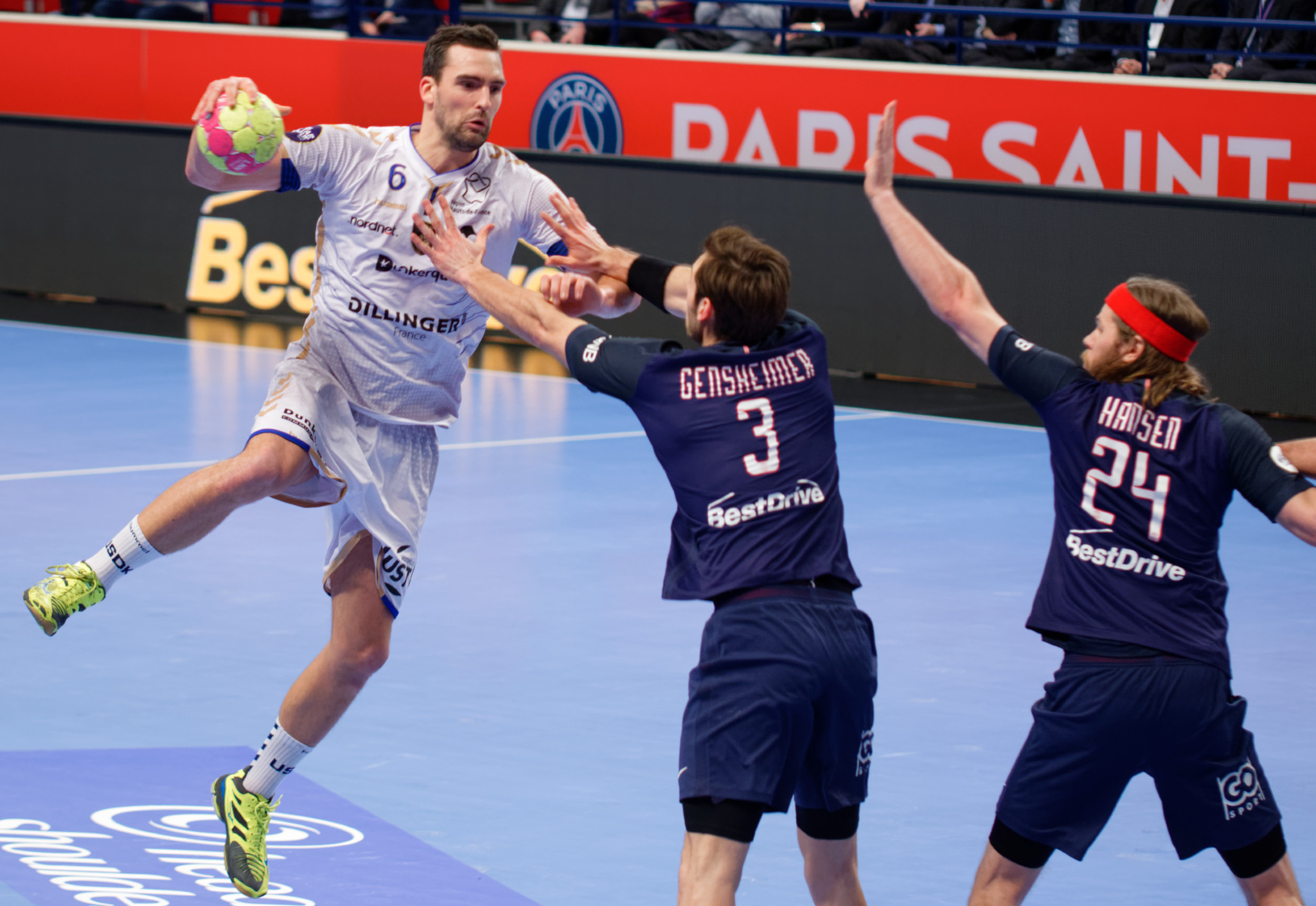
Nagy au tir avec Dunkerque contre le PSG, le 8 mars 2017.
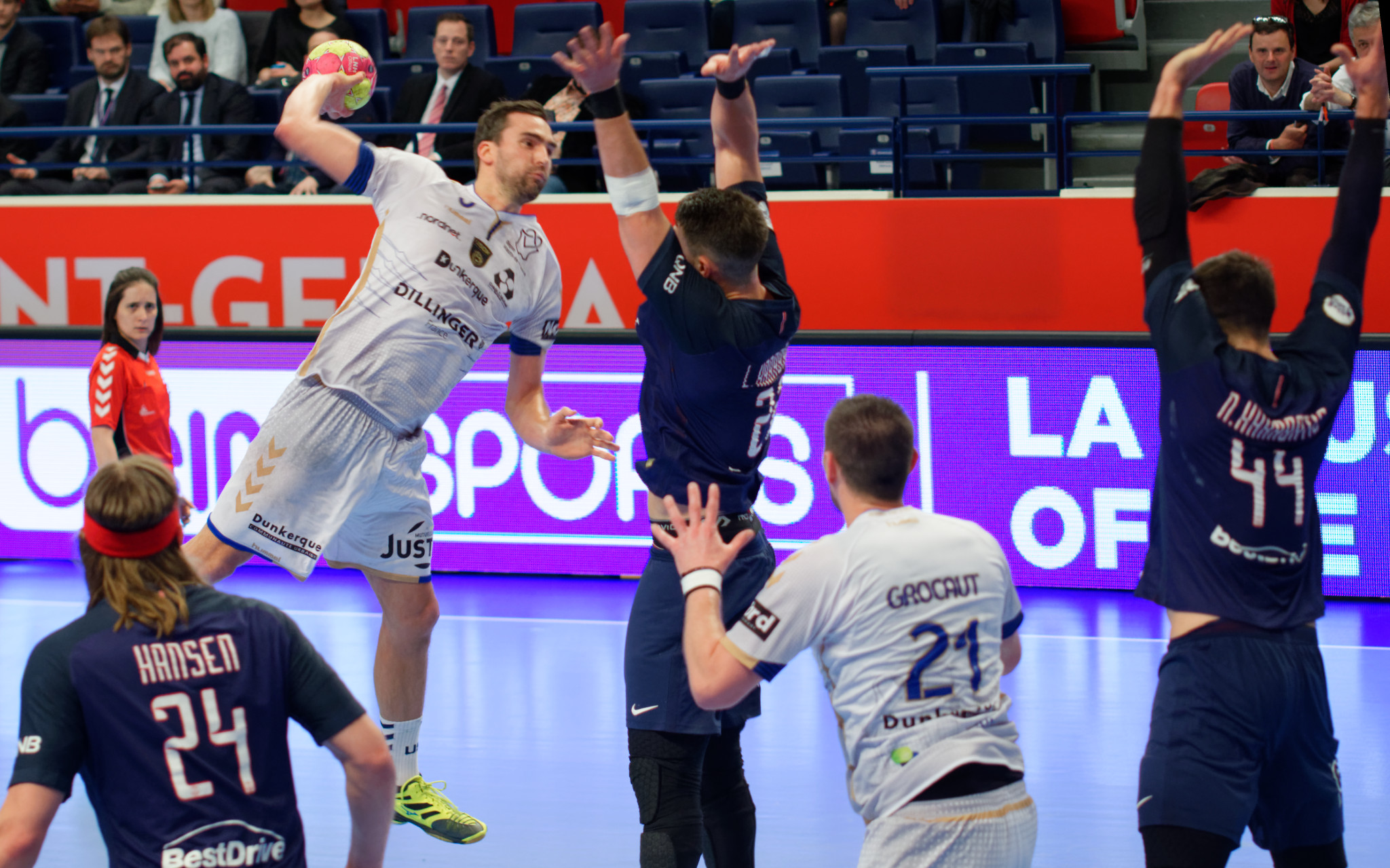
(idem)